# 贝亚
參數所指定的目標頁面不存在，建議更正成存在頁面或直接建立下列一個頁面（建立前請先搜尋是否有合適的存在頁面可以取代）：
- 貝亞 (消歧義)

贝亚，是西班牙阿拉贡自治区特鲁埃尔省的一个市镇。总面积24平方公里，总人口38人（2001年），人口密度2人/平方公里。